# Intalio
インタリオ (Intalio, Inc.) は、アメリカ合衆国 カリフォルニア州に本拠を置く、オープンソースのBPMソフトウェアの会社である。

## 概要
インタリオが提供している代表的なソフトウェアはIntalio|BPMであり、オープンソース開発環境としてEuropa (Eclipse 3.3) に組み込まれ、またWebサーバソフトウェアApacheなどを提供しているApache Foundation公式のBPELプロセス・エンジンにも認められている。 
最近では、Intalio|CRMや、SaaS・PaaSまでを統合したIntalio|Cloudを提供している

## 歴史
1999	7月	設立

2000	8月	BPMI.orgを設立（Intalio CEOが創設)

2001	3月	最初のBPMSをリリース

2002	6月	BPMI.orgがBPML1.0をリリース

2004	5月	BPMI.orgがBPMN1.0をリリース

2005	12月	IntalioがFiveSightテクノロジーを買収

2006	4月	Intalio|BPMS4.1とIntalio|BPMSコミュニティー版をリリース

2006    12月	Intalio|BPMS4.4をリリース。

2007	4月	OASISがWS-BPEL2.0をリリース

2008	8月	Intalio|BPMS5.2をリリース。　

2008    8月     Intramart社Version７（SOA, BPM対応）にIntalio BPMSを搭載して出荷。

2008	11月	Process Square社を買収。

2009	5月	CodeGlide社を買収。

2009    5月	Intalio|BOP Version 6.0出荷

2009	5月	Intalio Cloud発表
2009年9月 Google AppEngineのWebサーバとして採用されているJetty。
の主要なデベロッパーであるWebtide社を買収。。

## 参照
1. ↑  ビジネスプロセス管理の Intalio、同業の FiveSight を買収
2. ↑  NTTデータイントラマート、米インタリオのBPMSと統合へ
3. ↑  Intalio Business Edition Presented at CeBIT 2009
4. ↑  Intalio Acquires BPM and CRM Companies
5. ↑  Google App Engine、サーバはJetty
6. ↑  Intalio社がJettyの開発元であるWebtide社を買収